# Sonderothamnus
Sonderothamnus es un género con dos especies de plantas de flores perteneciente a la familia Penaeaceae. 

## Especies seleccionadas
- Sonderothamnus petraeus (W.F.Barker) R.Dahlgren
- Sonderothamnus speciosus (Sond.) R.Dahlgren

- Datos: Q9078902
- Multimedia: Sonderothamnus / Q9078902
- Especies: Sonderothamnus